# Prorocentrum
Genre
Synonymes
- Exuviaella Cienkowski, 1881[2]
- Exuviella Cienkowski, 1881[2]

Prorocentrum est un genre d’algues unicellulaires de la famille des Prorocentraceae dans la classe des Dinophyceae. 

## Liste d'espèces
Selon AlgaeBase (1 janvier 2019) :
- Prorocentrum adriaticum J.Schiller
- Prorocentrum antarcticum (Hada) Balech (Sans vérification)
- Prorocentrum aporum (Schiller) Dodge
- Prorocentrum arcuatum Issel
- Prorocentrum asymmetrica (Wislouch) Krachmalny
- Prorocentrum balticum (Lohmann) Loeblich III
- Prorocentrum bimaculatum Chomérat & Saburova
- Prorocentrum blatta G.Athanassopoulos
- Prorocentrum borbonicum L.Ten-Hage, J.Turquet, J.-P.Quod, S.Puiseux-Dao & Couté
- Prorocentrum caipirignum S.Fraga, M.Menezes & S.M.Nascimento
- Prorocentrum caribbaeum M.A.Faust
- Prorocentrum caspicum (Kiselev) Krachmalny (Statut incertain)
- Prorocentrum caspicum A.Henckel
- Prorocentrum cassubicum (Woloszynska) J.D.Dodge
- Prorocentrum circulare (Gaarder) G.R.Hasle (Sans vérification)
- Prorocentrum clipeus Hoppenrath
- Prorocentrum concavum Y.Fukuyo
- Prorocentrum consutum Chomérat & Nézan
- Prorocentrum cordatum (Ostenfeld) J.D.Dodge
- Prorocentrum cornutum J.Schiller
- Prorocentrum curvatum Lohmann (Statut incertain)
- Prorocentrum dactylus (Stein) Dodge
- Prorocentrum dentatum F.Stein
- Prorocentrum donghaiense D.Lu
- Prorocentrum elegans M.A.Faust
- Prorocentrum emarginatum Y.Fukuyo
- Prorocentrum faustiae S.L.Morton
- Prorocentrum foraminosum M.A.Faust
- Prorocentrum formosum M.A.Faust
- Prorocentrum foveolatum Croome & P.A.Tyler
- Prorocentrum fukuyoi Shauna Murray & Y.Nagahama
- Prorocentrum glenanicum Chomérat & Nézan
- Prorocentrum gracile F.Schütt
- Prorocentrum hamatum A.C.Stokes
- Prorocentrum hoffmannianum M.A.Faust
- Prorocentrum koreanum M.-S.Han, S.Y.Cho & P.Wang
- Prorocentrum lenticulatum (Matzenauer) F.J.R.Taylor
- Prorocentrum leve M.A.Faust, Kibler, Vandersea, Tester & Litaker
- Prorocentrum lima (Ehrenberg) F.Stein
- Prorocentrum maculosum M.A.Faust
- Prorocentrum magnum (Gaarder) J.D.Dodge
- Prorocentrum manshuricum Skvortzov
- Prorocentrum maximum (Gourret) J.Schiller
- Prorocentrum mexicanum Osorio-Tafall
- Prorocentrum micans Ehrenberg (espèce type)
- Prorocentrum monospinum G.R.Hasle
- Prorocentrum nanum J.Schiller
- Prorocentrum norrisianum M.A.Faust & S.L.Morton
- Prorocentrum nux Puigserver & Zingone
- Prorocentrum oblongum (J.Schiller) F.J.R.Taylor
- Prorocentrum obtusum Ostenfeld
- Prorocentrum ovale (Gourret) J.Schiller
- Prorocentrum ovale Rampi (Statut incertain)
- Prorocentrum ovum (J.Schiller) J.D.Dodge
- Prorocentrum panamense D.Grzebyk, Y.Sako & B.Berland
- Prorocentrum playfairii Croome & P.A.Tyler
- Prorocentrum ponticum Krachmalny & Terenko
- Prorocentrum proximum I.V.Makarova
- Prorocentrum pseudopanamense Chomérat & Nézan
- Prorocentrum pyriforme (J.Schiller) Hasle ex F.J.R.Taylor
- Prorocentrum rampii Sournia
- Prorocentrum reticulatum M.A.Faust
- Prorocentrum rhathymum A.R.Loeblich III, Sherley & Schmidt
- Prorocentrum rivalis D.Delmail, P.Labrousse, P.Crassous, P.Hourdin, M.Guri & M.Botineau
- Prorocentrum rostratum F.Stein
- Prorocentrum rotundatum J.Schiller (Statut incertain)
- Prorocentrum ruetzlerianum M.A.Faust
- Prorocentrum sabulosum M.A.Faust
- Prorocentrum sculptile M.A.Faust
- Prorocentrum scutellum B.Schröder
- Prorocentrum shikokuense Hada ex Balech
- Prorocentrum sipadanensis Mohammad-Noor, Daugbjerg & Moestrup
- Prorocentrum steidingerae F.Gómez, D.Qiu & S.Lin
- Prorocentrum texanum Henrichs, Steidinger, P.S.Scott & L.Campbell
- Prorocentrum triestinum J.Schiller
- Prorocentrum tropicale M.A.Faust
- Prorocentrum truncatum Hasle
- Prorocentrum tsawwassenense Hoppenrath & B.S.Leander
- Prorocentrum vaginula (F.Stein) J.D.Dodge
- Prorocentrum vaginulum (Ehrenberg) Dodge (Sans vérification)
- Prorocentrum veloi Osorio-Tafall
- Prorocentrum venetum Tolomio & Cavolo
- Prorocentrum vietnamensis J.S.Yoo & Fukuyo
- Prorocentrum viride Ehrenberg

Selon ITIS (1 janvier 2019) :
- Prorocentrum aporum
- Prorocentrum arcuatum
- Prorocentrum balticum
- Prorocentrum belizeanum Faust
- Prorocentrum cassubicum
- Prorocentrum compressum (Bailey) Abé ex Dodge, 1975
- Prorocentrum concavum Fukuyo, 1981
- Prorocentrum cordatum
- Prorocentrum dactylus
- Prorocentrum dentatum
- Prorocentrum emarginatum Fukuyo, 1981
- Prorocentrum gracile Schütt, 1895
- Prorocentrum hoffmannianum Faust, 1990
- Prorocentrum lima (Ehrenberg) Dodge, 1975
- Prorocentrum magnum
- Prorocentrum marina
- Prorocentrum maximum
- Prorocentrum mexicanum Tafall, 1942
- Prorocentrum micans Ehrenberg, 1833
- Prorocentrum minimum (Pavillard) Schiller, 1933
- Prorocentrum nanum
- Prorocentrum obtusidens Schiller, 1928
- Prorocentrum ovum
- Prorocentrum pacificum Wood, 1963
- Prorocentrum rostratum
- Prorocentrum rotundatum
- Prorocentrum schilleri
- Prorocentrum scutellum
- Prorocentrum sigmoides
- Prorocentrum triangulatum
- Prorocentrum triestinum Schiller, 1918
- Prorocentrum vaginulum

Selon NCBI (1 janvier 2019) :
- Prorocentrum arabianum
- Prorocentrum arenarium
- Prorocentrum balticum
- Prorocentrum belizeanum
- Prorocentrum bimaculatum Chomrat, Saburova, Bilien & Al-Yamani 2012
- Prorocentrum borbonicum
- Prorocentrum caipirignum Fraga, Menezes & Nascimento 2017
- Prorocentrum cassubicum (Woloszynska) Dodge & Bibby 1973
- Prorocentrum clipeus Hoppenrath 2000
- Prorocentrum concavum
- Prorocentrum consutum
- Prorocentrum cordatum (Ostenfeld) J.D.Dodge 1976
- Prorocentrum dentatum
- Prorocentrum donggang
- Prorocentrum donghaiense
- Prorocentrum elegans M.A.Faust 1993
- Prorocentrum emarginatum
- Prorocentrum emarginatum/fukuyoi complex
- Prorocentrum emarginatum/fukuyoi group EO-2011
- Prorocentrum faustiae
- Prorocentrum foraminosum M.A.Faust 1993
- Prorocentrum foveolatum
- Prorocentrum fukuyoi
- Prorocentrum glenanicum Chomrat, Zentz, Boulben, Bilien, van Wormhoudt & Nezan 2011
- Prorocentrum gracile
- Prorocentrum hoffmannianum Prorocentrum hoffmanianum
- Prorocentrum koreanum M.-S. Han, S. Y. Cho & P. Wang 2016
- Prorocentrum leve M.A.Faust, Kibler, Vandersea, Tester & Litaker, 2008
- Prorocentrum lima (Ehrenberg) F.Stein 1878
- Prorocentrum maculosum
- Prorocentrum mariae-labouriae
- Prorocentrum mexicanum
- Prorocentrum micans
- Prorocentrum minimum (Pavillard) J.Schiller 1933
- Prorocentrum nanum
- Prorocentrum nux Puigserver & Zingone 2002
- Prorocentrum panamense D.Grzebyk, Y.Sako & B.Berland 1998
- Prorocentrum playfairi
- Prorocentrum pseudopanamense Chomrat, Zentz, Boulben, Bilien, van Wormhoudt & Nezan 2011
- Prorocentrum rhathymum Prorocentrum rathymum
- Prorocentrum rostratum
- Prorocentrum sculptile
- Prorocentrum shikokuense Hada ex Balech 1975
- Prorocentrum sigmoides
- Prorocentrum sipadanense
- Prorocentrum tainan
- Prorocentrum texanum Henrichs, Steidinger, Scott & Campbell 2013
- Prorocentrum triestinum
- Prorocentrum tsawwassenense

Selon World Register of Marine Species (1 janvier 2019) :
- Prorocentrum adriaticum Schiller
- Prorocentrum antarcticum (Hada) Balech, 1975
- Prorocentrum aporum (Schiller) Dodge, 1975
- Prorocentrum arcuatum Issel, 1928
- Prorocentrum balticum (Lohmann) Loeblich, 1970
- Prorocentrum bimaculatum Chomérat & Saburova, 2012
- Prorocentrum borbonicum L.Ten-Hage, J.Turquet, J.-P.Quod, S.Puiseux-Dao & A.Couté, 2000
- Prorocentrum caipirignum S.Fraga, M.Menezes & S.M.Nascimento, 2017
- Prorocentrum caribbaeum M.A.Faust, 1993
- Prorocentrum cassubicum (Woloszynska) Dodge, 1975
- Prorocentrum clipeus Hoppenrath, 2000
- Prorocentrum concavum Y.Fukuyo, 1981
- Prorocentrum consutum Chomérat & Nézan, 2001
- Prorocentrum cordatum (Ostenfeld) J.D.Dodge, 1975
- Prorocentrum cornutum Schiller
- Prorocentrum dactylus (Stein) Dodge, 1975
- Prorocentrum dentatum Stein, 1883
- Prorocentrum donghaiense D.Lu, 2001
- Prorocentrum elegans M.A.Faust, 1993
- Prorocentrum emarginatum Y.Fukuyo, 1981
- Prorocentrum faustiae S.L.Morton, 1998
- Prorocentrum foraminosum M.A.Faust, 1993
- Prorocentrum formosum M.A.Faust, 1993
- Prorocentrum foveolatum R.L.Croome & P.A.Tyler, 1987
- Prorocentrum fukuyoi Shauna Murray & Y.Nagahama, 2007
- Prorocentrum gibbosum (Schiller) Schiller
- Prorocentrum glenanicum Chomérat & Nézan, 2011
- Prorocentrum gracile Schütt, 1895
- Prorocentrum hoffmannianum M.A.Faust, 1990
- Prorocentrum koreanum M.-S.Han, S.Y.Cho & P.Wang, 2016
- Prorocentrum lenticulatum (Matzenauer) F.J.R.Taylor, 1976
- Prorocentrum leve M.A.Faust, M.W.Vandersea, S.R.Kibler, P.A.Tester & R.W.Litaker, 2008
- Prorocentrum levis M.A.Faust, Kibler, Vandersea, P.A.Tester & Litaker, 2008
- Prorocentrum lima (Ehrenberg) F.Stein, 1878
- Prorocentrum maculosum M.A.Faust, 1993
- Prorocentrum magnum (Gaarder) J.D.Dodge, 1975
- Prorocentrum manshuricum Skvortzov, 1957
- Prorocentrum maximum (Gourret) Schiller, 1937
- Prorocentrum mexicanum Osorio-Tafall, 1942
- Prorocentrum micans Ehrenberg, 1834
- Prorocentrum nanum J.Schiller, 1918
- Prorocentrum norrisianum M.A.Faust & S.L.Morton, 1997
- Prorocentrum nux Puigserver & Zingone, 2002
- Prorocentrum oblongum (Schiller) Ab~
- Prorocentrum obtusum Ostenfeld, 1908
- Prorocentrum ovale (Gourret) J.Schiller, 1931
- Prorocentrum ovum (Schiller) J.D.Dodge, 1975
- Prorocentrum panamense D.Grzebyk, Y.Sako & B.Berland, 1998
- Prorocentrum perforatum Gran, 1915
- Prorocentrum playfairii R.L.Croome & P.A.Tyler, 1987
- Prorocentrum ponticus Krachmalny & Terenko, 2002
- Prorocentrum pseudopanamense Chomérat & Nézan, 2011
- Prorocentrum pyriforme (Schiller) Taylor
- Prorocentrum reticulatum M.A.Faust, 1997
- Prorocentrum rivalis D.Delmail, P.Labrousse, P.Crassous, P.Hourdin, M.Guri & M.Botineau, 2011
- Prorocentrum rostratum Stein, 1883
- Prorocentrum rotundatum Schiller, 1928
- Prorocentrum ruetzlerianum M.A.Faust, 1990
- Prorocentrum sabulosum M.A.Faust, 1994
- Prorocentrum sculptile M.A.Faust, 1994
- Prorocentrum scutellum Schröder, 1900
- Prorocentrum shikokuense Hada ex Balech, 1975
- Prorocentrum sipadanensis Mohammad-Noor, Daugbjerg & Moestrup, 2007
- Prorocentrum steidingerae Gómez, Qiu & Lin, 2017
- Prorocentrum texanum Henrichs, Steidinger, Scott & Campbell, 2013
- Prorocentrum triestinum J.Schiller, 1918
- Prorocentrum tropicale M.A.Faust, 1997
- Prorocentrum tsawwassenense Hoppenrath & B.S.Leander, 2008
- Prorocentrum vaginula (Stein) J.D.Dodge, 1975
- Prorocentrum vaginulum (Ehrenberg) Dodge
- Prorocentrum venetum Tolomio & Cavolo, 1985
- Prorocentrum vietnamensis J.S.Yoo & Fukuyo, 2004